# Галль-ін-Тіроль
Галль-ін-Тіроль (нім. Hall in Tirol) — місто округу Інсбрук-Ланд у землі Тіроль, Австрія.
Галль-ін-Тіроль лежить на висоті  574 м над рівнем моря і займає площу  5,54 км². Громада налічує 12895 мешканців. 
Густота населення 2328/км².  

## Історія
Назва міста походить від німецького слова, що означає сіль. Уперше місцеві солеварні згадуються в договорі 1232 року. Під сучасною назвою місто відоме з 1256 року. З 1938 по 1974 рік місто називалося Зальбад-Галль. 1303 року Галль отримав права міста, а з 1477 — право карбувати монети. 1486 року тут було викарбувано першу срібну монету високої проби — талер. У 16 столітті тут уперше було збудовано машину для карбування монет. Стара частина міста — одна з найбільших в Австрії. 
|                                          |
| Галль-ін-Тіроль на мапі округу та землі. |

 Адреса управління громади: Stadtplatz 1, 6060 Hall in Tirol. 

## Демографія
Історична динаміка населення міста за даними сайту Statistik Austria

## Міста-побратими
- Ізерлон, Німеччина
- Вінтертур, Швейцарія
- Соммакампанья, Італія

## Галерея

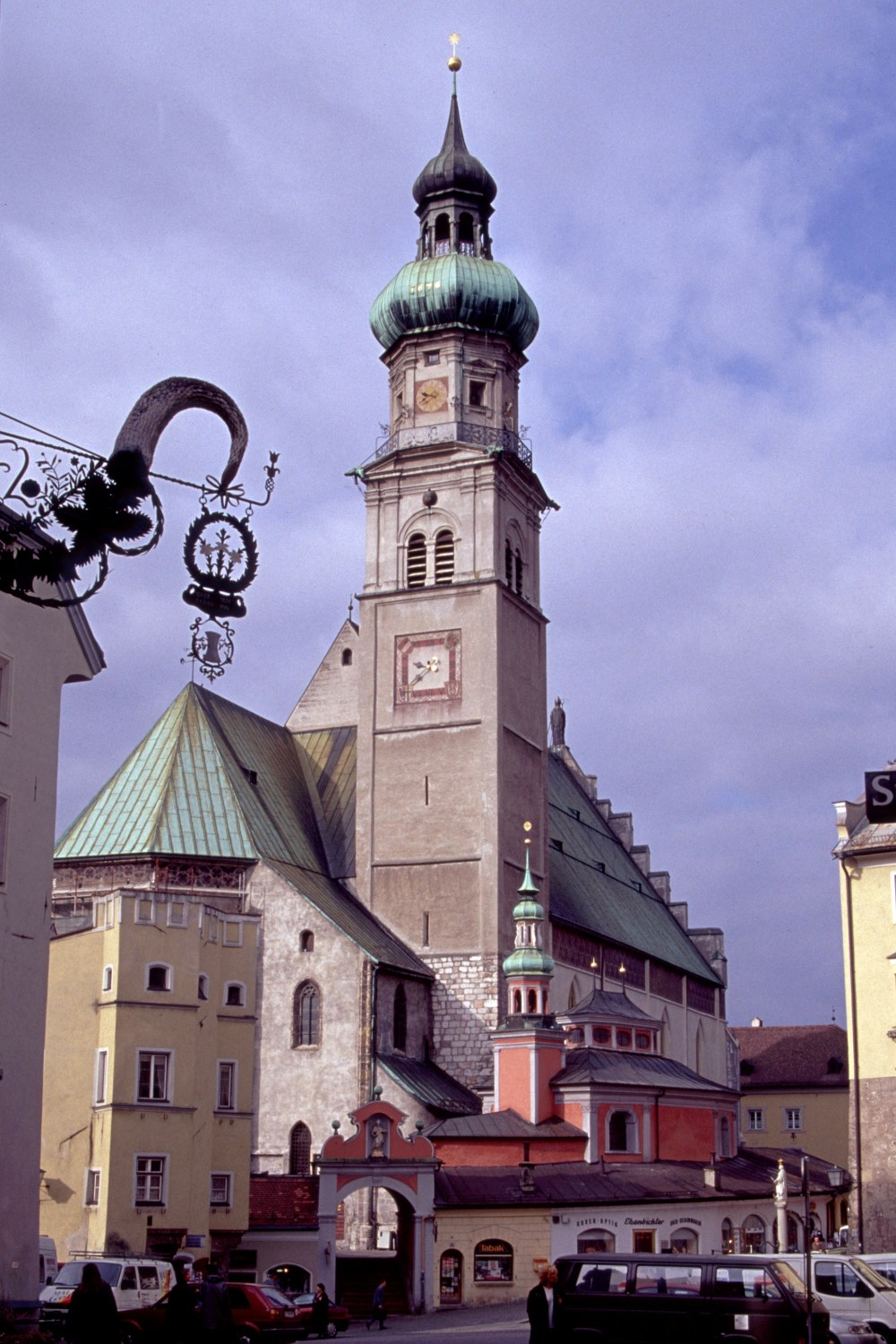
Церква святого Миколая в історичному центрі
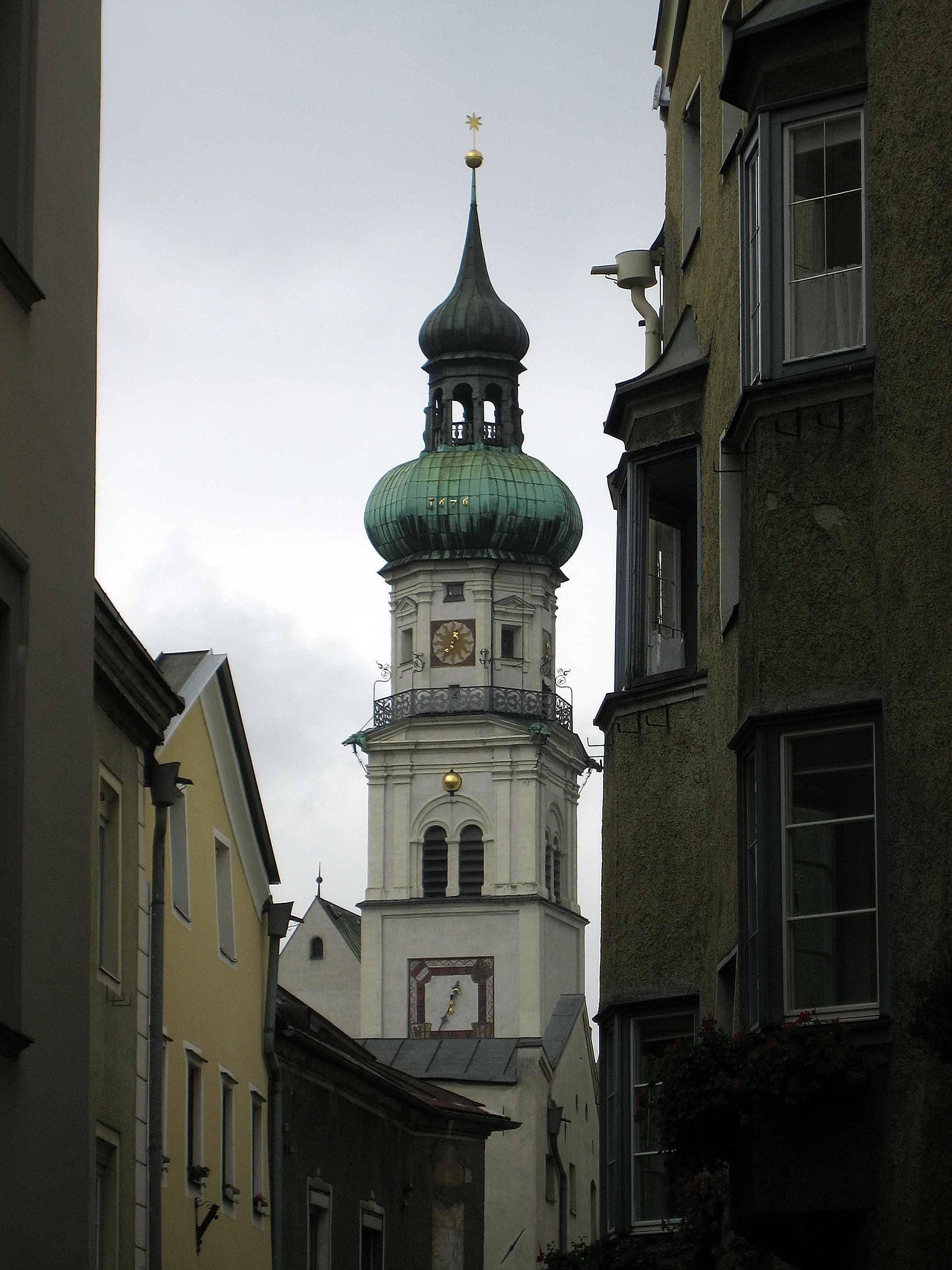
Дзвіниця церкви
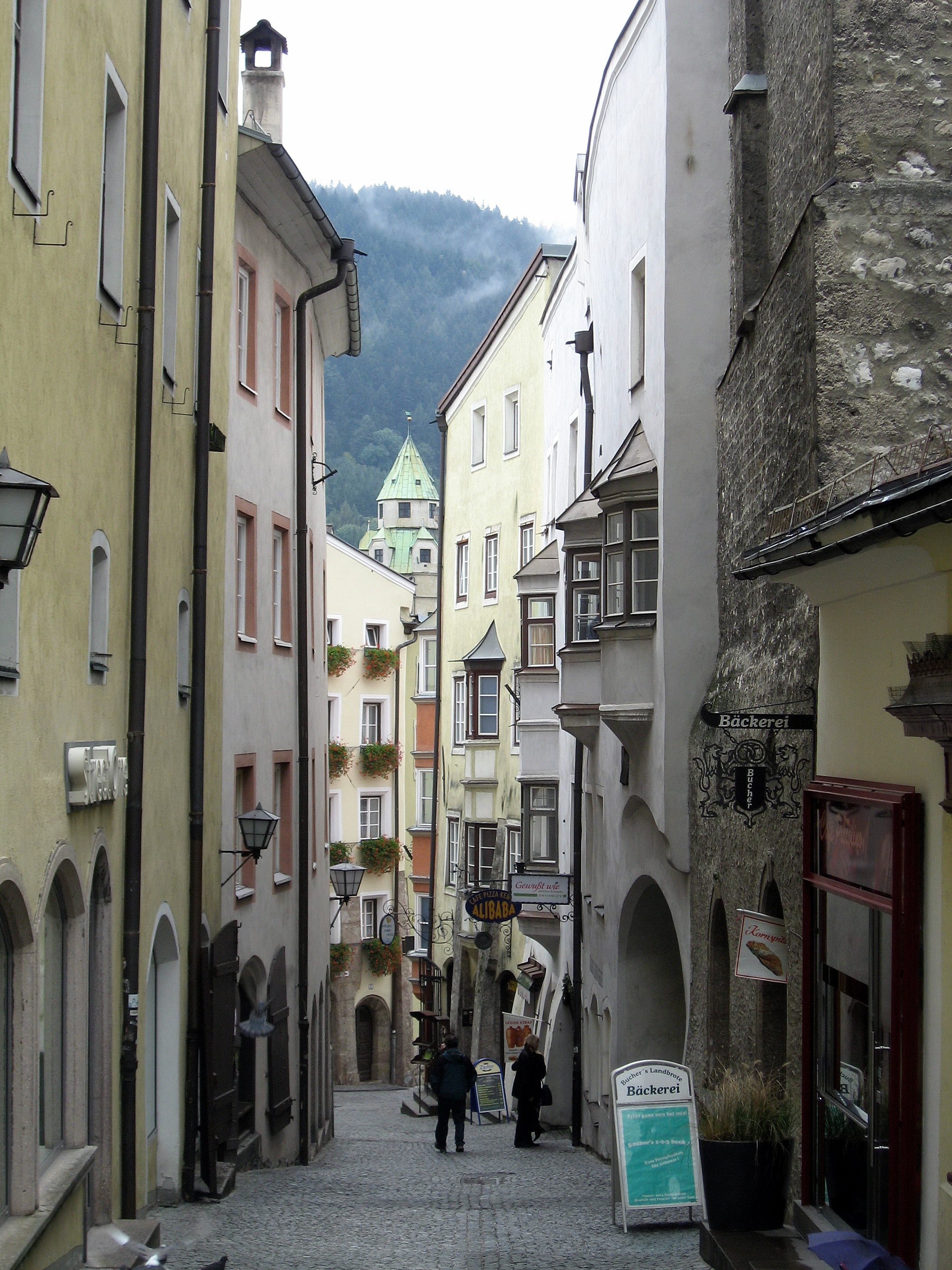
Вуличка в центрі
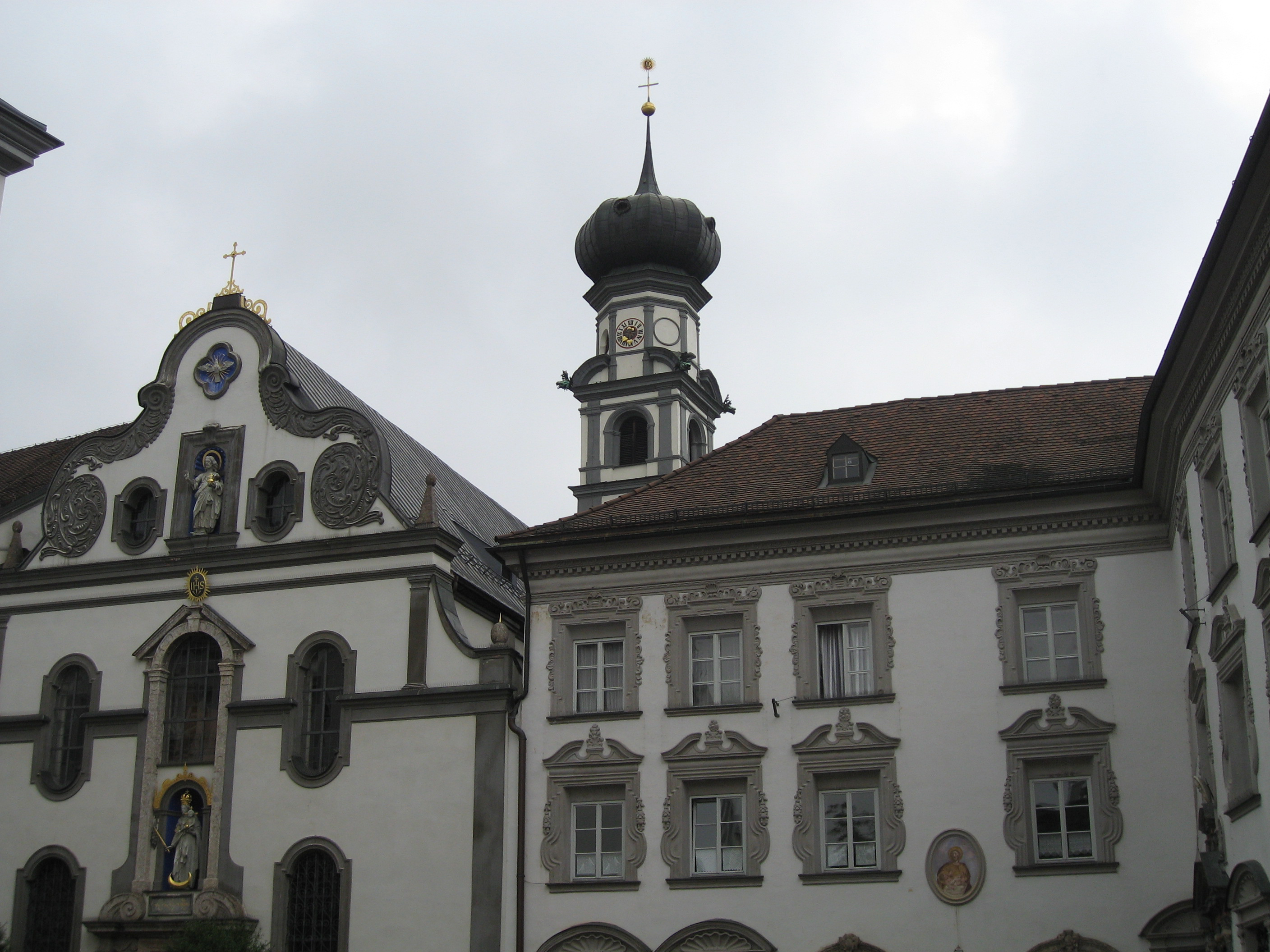
Єзуїтська церква
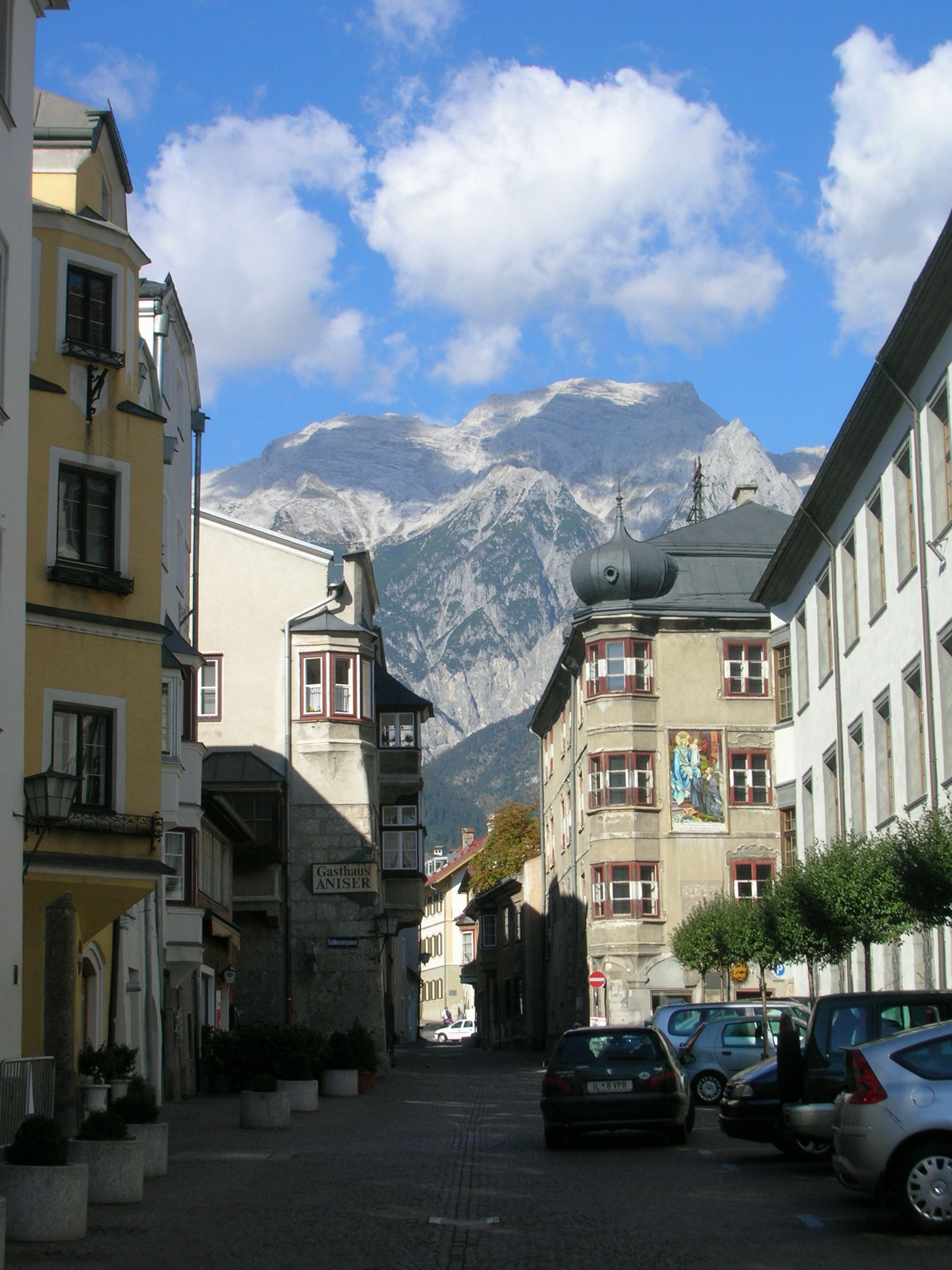
Стара частина міста на тлі гори Беттельвурф
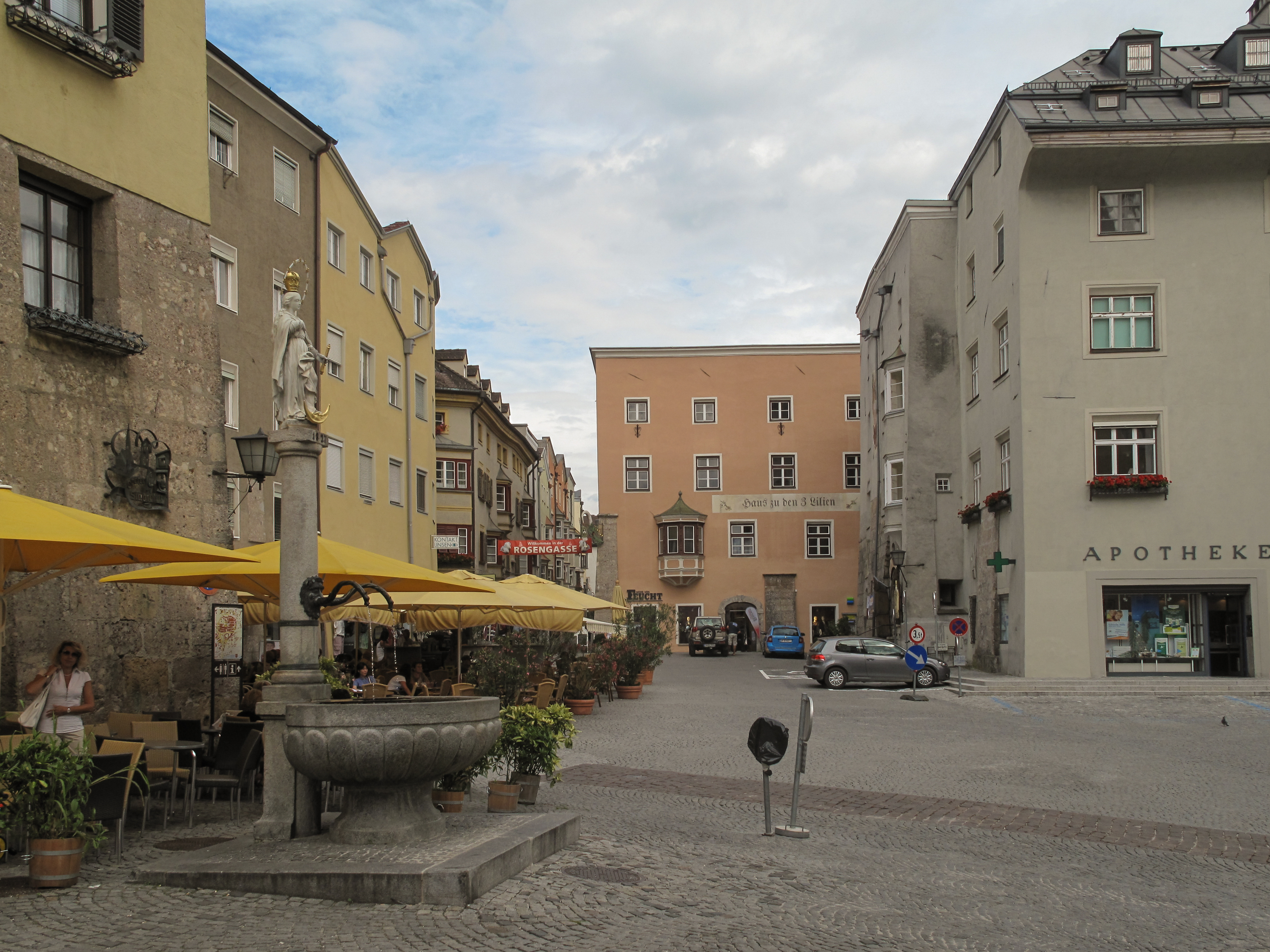
Розенгассе-Мустергассе

## Виноски
1. ↑  Dauersiedlungsraum der Gemeinden Politischen Bezirke und Bundesländer - Gebietsstand 1.1.2018 — Статистичне управління Австрії.
2. ↑  Einwohnerzahl 1.1.2018 nach Gemeinden mit Status, Gebietsstand 1.1.2018 — Статистичне управління Австрії.
3. ↑  https://www.hall-in-tirol.at/Stadtmarketing/Pressetexte
4. ↑  www.hall-in-tirol.at. Архів оригіналу за 28 травня 2022. Процитовано 8 червня 2022.
5. ↑  Gemeindedaten von Hall in Tirol. Архів оригіналу за 16 червня 2020. Процитовано 1 жовтня 2013.

| Австрія | Це незавершена стаття з географії Австрії. Ви можете допомогти проєкту, виправивши або дописавши її. |